# 유럽 고속도로 848호선
유럽 고속도로 848호선은 이탈리아의 라메지아테르메에서 카탄차로까지 이르는 총 연장 38 km의 거리를 이루는 B-클래스급 고속도로 노선이다.

## 경로
- 이탈리아
  - 라메지아테르메
  - 카탄차로 E90